# Дом № 19 по Рымарской улице
Дом № 19 по Рымарской улице (укр. Будинок № 19 по Римарській вулиці) — шестиэтажное здание находящееся в городе Харьков на Рымарской улице. Архитектор — Александр Ржепишевский.

## История

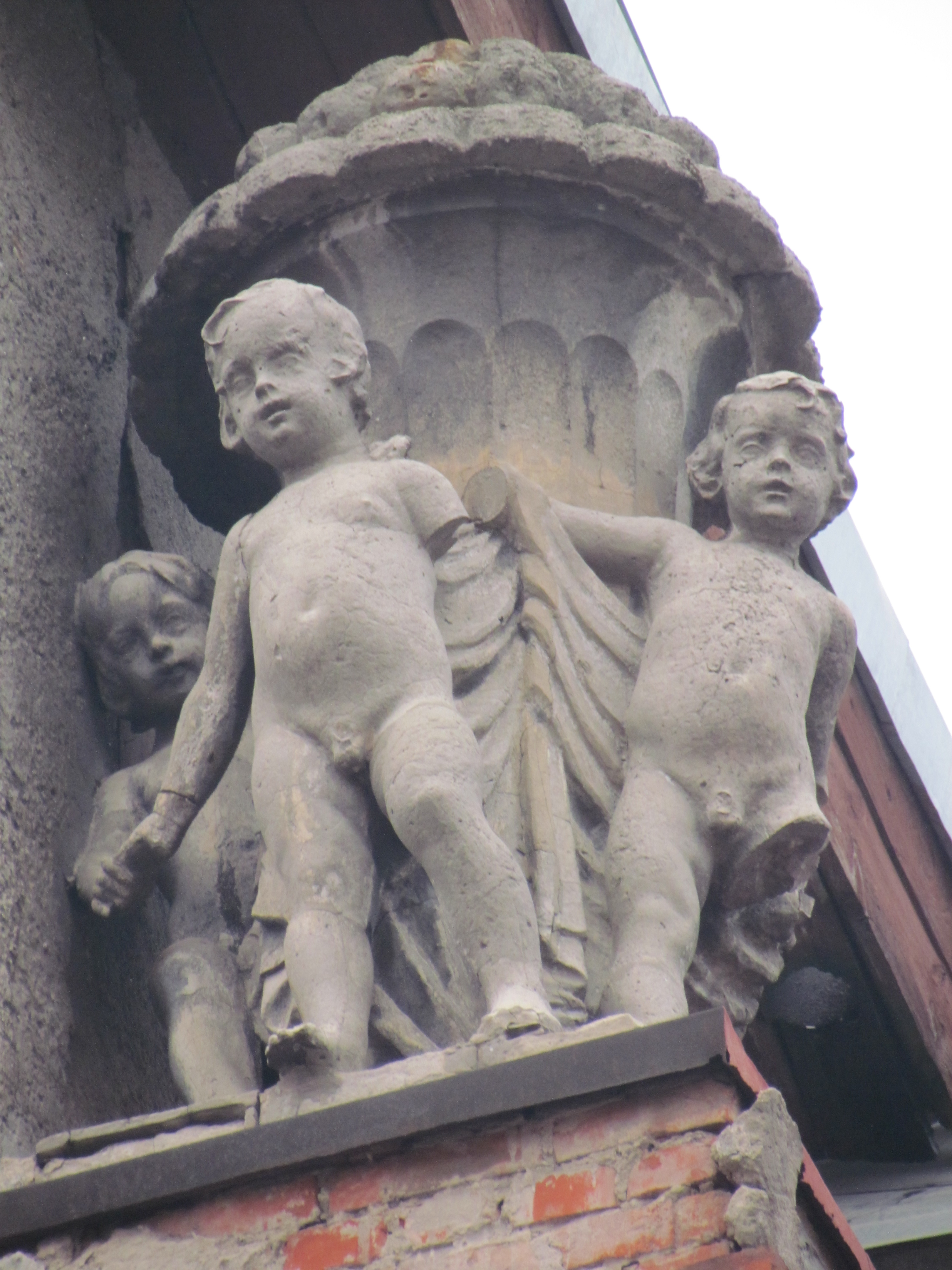
Скульптуры украшающие здание

Датами постройки дома называют 1914 год или 1915 год. Дом построен по проекту архитектора Александра Ржепишевского. Данное здание являлось вторым в Харькове, после дома № 6 на улице Рымарской, кооперативным (кооперативным) домом. Здание выполнено в стиле модерн. Идея постройки подобных домов была позаимствована Ржепишевским у петербургских архитекторов. Здание отличает асимметричный фасад, декор с мелким рельефом скульптурных украшений, пирамидальная крыша и башнеобразное выполнение дома.
Квартиры в данных дома изначально принадлежали жильцам. В данном доме проживал и сам Ржепишевский. После революции 1917 года большевики национализировали квартиры и организовали коммунальный дом. С 1925 года по 1930 год жильцом дома являлся украинский поэт Микола Хвылевой. Также в данном доме проживал художник Александр Шевченко и певица Клавдия Шульженко. В этом же здании в 1930 году располагался ЗАГС в котором оформили брак Шульженко и Владимир Коралли.
В 1992 году на фасаде здания была установлена мемориальная табличка в честь Александра Шевченко, однако она не сохранилась. В 1993 году установлена мемориальная доска посвящённая Миколе Хвылевому.
В 1992 году дом был признан аварийным. В октябре 2012 года директор Департамента жилищного хозяйства Харьковского городского совета Роман Нехорошков сообщил, что ремонт здания обойдётся в 3 млн гривен. В декабре 2012 года часть скульптур была срезана рабочими проводившими ремонт. Летом 2013 года начался ремонт дома. В январе 2014 года мэр Харькова Геннадий Кернес пообещал завершить ремонт здания к лету, однако работы в назначенный срок выполнены не были.
В июне 2018 года члены группы #SaveKharkiv призвали власти города остановить разрушение зданий памятников архитектуры. По их мнению жильцы дома самовольно, без согласования с управлением архитектуры и градостроительства, снимают скульптуры и устанавливают кондиционеры.
До 2016 года в подвале здания функционировал стриптиз-клуб «Белый Какаду». В 2017 году на ремонт здания было выделено около 3 млн грн. Несмотря на это, в июне 2018 года жильцы жаловались на некачественный ремонт здания.